# Пінанг
Пінанг, Пенанг (малай. Pulau Pinang, англ. Penang) — острів Малайзії, площею 285 км², а також штат Малайзії, до якого крім острова відноситься також прибережна материкова смуга Себеранг Прай півострова Малакка. Загальна площа штату — 1 046,3 км². Столиця — Джорджтаун з населенням 400 000 мешканців.
Обидві частини штату з'єднані між собою мостом 13,5 км завдовжки.

## Географічне положення
Острів Пінанг знаходиться біля північно-західного узбережжя півострова Малакка. Територія острова вкрита пагорбами, порослими пишною рослинністю. На півночі зберігся тропічний ліс. Найвища точка острова — гора Пенанг.

### Населення
Острів заселений переважно китайцями, а також малайцями і індійцями. Це — єдиний штат Малайзії, де більшість населення не малайці, з найвищою щільністю населення — 1 695 чол. на км². Загальна кількість населення штату 1 773 442 чол. (2010 р.).

## Історія
У 1914 р. під час першої світової війни біля Пінангу розгорнувся морський бій між німецьким рейдером «Емден» та частиною англо-франко-російської ескадри, в результаті якого російський крейсер «Жемчуг» і один французький міноносець пішли на дно.

## Раджі
- Тун Уда аль-Хадж Бін Раджа Мухаммад 1957 — 1967
- Тун Тан Срі Саєд Шех бін Саєд Абдулла Шахабудін 1967 — 1969
- Тун Тан Срі Саєд Шех аль-Хадж бін Саєд Хасан Баракбах 1969 — 1975
- Тун Тан Срі Дато Сері Хаджі Сардон бін Хаджі Джабір 1975 — 1981
- Тун Датук Хаджі Аванд бін Хасан 1981 — 1989
- Тун Тан Срі Датук Хаджі Хамдан бін Шейх Тахір 1989 — 2001
- Тун Йанг Терутама Абдул Рахман бін Хаджі Аббас 2001 — ?

## Головні міністри
- Вонг Поу Ні 1957 — 1969
- Лім Чонг Еу 1969 — 1990
- Кох Тсу Кун 1990 — 2008
- Лім Гуан Енг 2008 — ?